# Фрімонт (округ Кларк, Вісконсин)
Фрімонт (англ. Fremont) — місто (англ. town) в США, в окрузі Кларк штату Вісконсин. Населення — 1312 особи (2020).

## Демографія
Згідно з переписом 2010 року, у місті мешкало 1265 осіб у 418 домогосподарствах у складі 347 родин. Було 456 помешкань
Расовий склад населення:
| - 95,5 % — білих - 0,4 % — корінних американців - 0,2 % — чорних або афроамериканців - 0,2 % — азіатів - 3,4 % — осіб інших рас |

До двох чи більше рас належало 0,3 %. Частка іспаномовних становила 4,0 % від усіх жителів.
За віковим діапазоном населення розподілялося таким чином: 33,1 % — особи молодші 18 років, 55,9 % — особи у віці 18—64 років, 11,0 % — особи у віці 65 років та старші. Медіана віку мешканця становила 32,1 року. На 100 осіб жіночої статі у місті припадало 112,2 чоловіків;  на 100 жінок у віці від 18 років та старших — 111,5 чоловіків також старших 18 років.
Середній дохід на одне домашнє господарство  становив 61 525 доларів США (медіана — 48 684), а середній дохід на одну сім'ю — 66 844 долари (медіана — 56 719). Медіана доходів становила 37 222 долари для чоловіків та 29 063 долари для жінок. За межею бідності перебувало 18,2 % осіб, у тому числі 28,7 % дітей у віці до 18 років та 8,0 % осіб у віці 65 років та старших.
Цивільне працевлаштоване населення становило 630 осіб. Основні галузі зайнятості: освіта, охорона здоров'я та соціальна допомога — 24,8 %, виробництво — 21,0 %, сільське господарство, лісництво, риболовля — 17,3 %.